# Joseph Balmer (Maler)
Joseph Balmer (* 27. November 1828 in Abtwil; † 22. Januar 1918 in Luzern) war ein Schweizer Kunstmaler und Autor.

## Leben

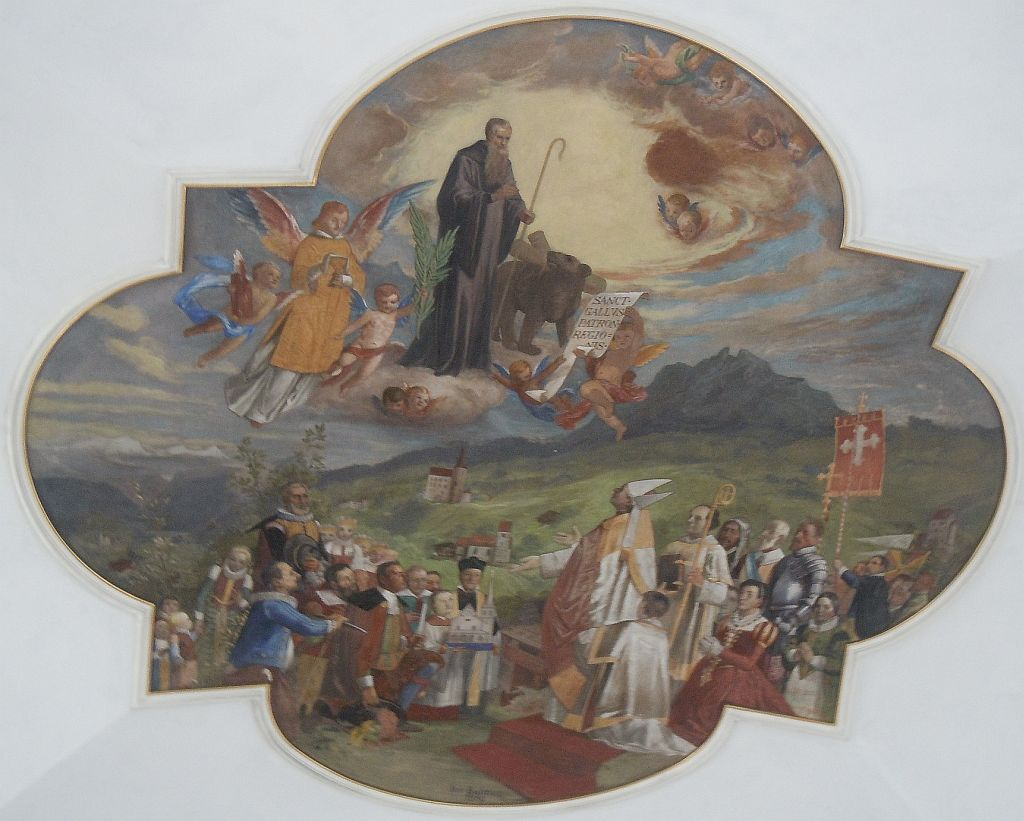
Deckengemälde von Joseph Balmer in der Pfarrkirche von Kriens (1890).

Joseph Balmer wurde 1828 als Sohn eines Metzgers in Abtwil (Freiamt) geboren. Nach der Grundschule in Abtwil besuchte er die Bezirksschule von Sins und das Gymnasium von Luzern. Nach dem Abbruch der Schule ging er gegen den Willen seines Vaters als Zwanzigjähriger bei einem Vergolder und Kunstmaler in Sins in die Lehre und arbeitete anschliessend beim Kunstmaler Anton Bütler in Luzern. Relativ spät (ab 1852) bildete er sich an deutschen Kunstakademien weiter. Von 1852 bis 1856/57 besuchte er – mit Unterbrechungen – die Kunstakademie Düsseldorf. Dort war er Schüler der Malklasse von Wilhelm von Schadow. Weitere Lehrer an der Düsseldorfer Akademie waren Theodor Hildebrandt, Heinrich Mücke und Rudolf Wiegmann. Später lernte er unter Hans Canon an der Kunstakademie Karlsruhe. Zwischendurch kehrte er in die Schweiz zurück und hielt sich in seinem Heimatdorf oder in den Ateliers der Stanser Maler Melchior Paul von Deschwanden und von dessen Cousin Theodor auf.
Balmer wurde stark durch Paul von Deschwanden beeinflusst. Wie dieser wandte er sich hauptsächlich der religiösen Malerei zu. Daneben widmete er sich auch der Historienmalerei. 1876 fertigte er im Auftrag des Urner Baudirektors Entwürfe für die Ausmalung der Tellskapelle am Vierwaldstättersee an. Zu seiner grossen Enttäuschung erreichte er jedoch beim anschliessenden Wettbewerb hinter Ernst Stückelberg nur den zweiten Rang. Eine weitere Gelegenheit für historische Darstellungen ergab sich in der Mitarbeit am Buch Schweizergeschichte in Bildern (Bern 1872), wo er unter anderem Holzschnitte zur Luzerner Geschichte beitrug (Mordnacht in Luzern, Gefecht von Buttisholz). Zwischendurch betätigte sich Balmer auch als Lokalhistoriker und publizierte einige Aufsätze in Zeitschriften. 

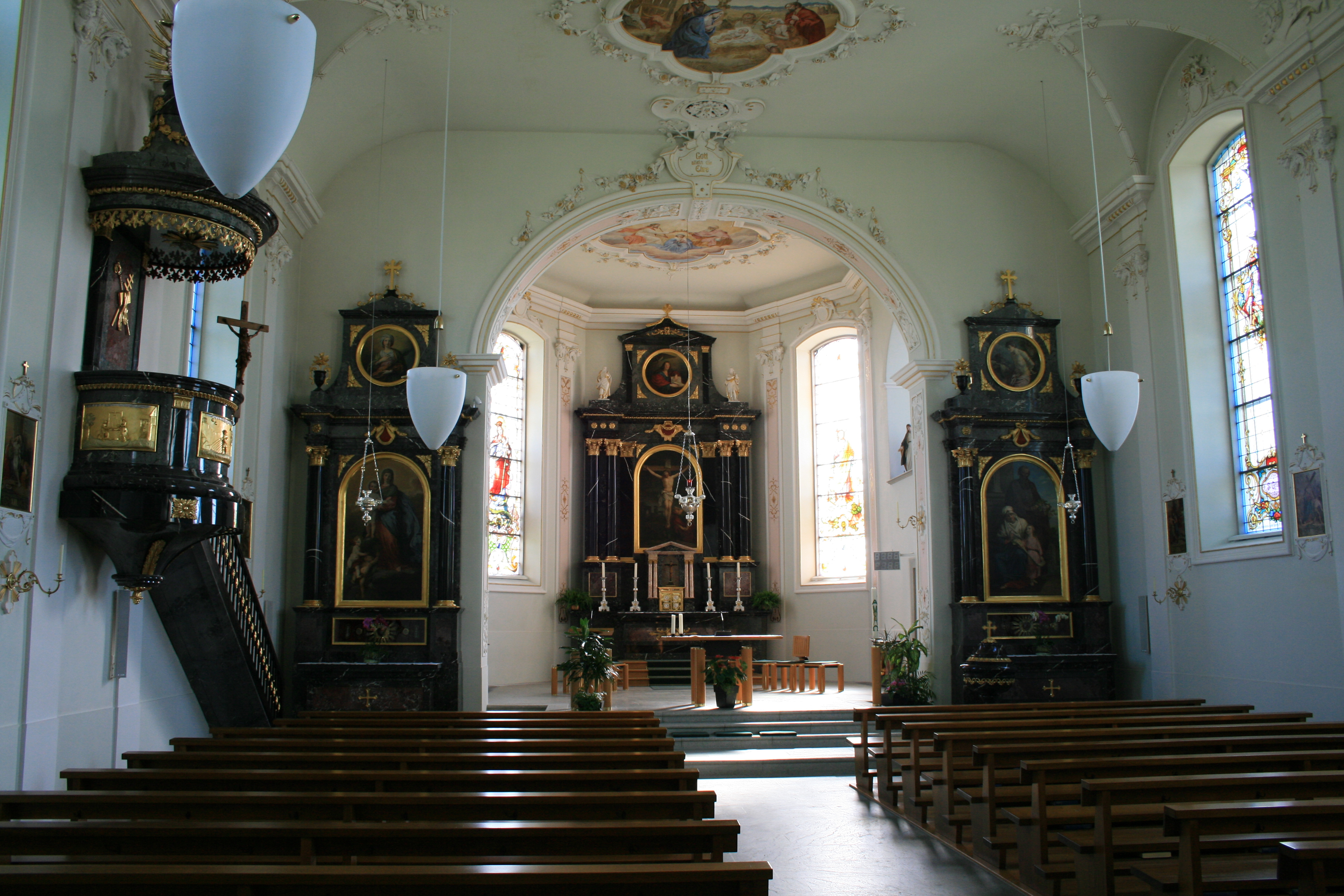
Kirche von Mühlau mit Altarbildern von Joseph Balmer (1865/66).

In der Kirchenmalerei hatte er keinen leichten Stand neben seinem Vorbild Paul von Deschwanden. Erste kirchliche Aufträge erhielt er in seiner engeren Heimat. So malte er Altarbilder für die katholischen Kirchen von Dietwil und Mühlau. Weitere Altarbilder entstanden für Kirchen der Stadt Luzern, so ein Bild der heiligen Anna in der Hofkirche und die Tafeln der nördlichen Seitenaltäre in der Franziskanerkirche. Altarbilder sind auch in der Kapelle im Kloster Baldegg erhalten. Das für die Pfarrkirche St. Mauritius in Appenzell geschaffene Mauritiusbild wurde bei der Renovation von 1970 wieder entfernt.
Deckengemälde entwarf und realisierte er für die Dreikönigskapelle in Baden (Anbetung der drei Könige), die Pfarrkirche St. Germanus in Abtwil und für die Pfarrkirche in Kriens (Weihe des Kirchenbaues an St. Gallus). Als Höhepunkt seines kirchlichen Schaffens darf die Ausgestaltung der Marienkirche in Schaffhausen betrachtet werden (1884–1891). Hier führte er nicht nur die Altar-, die Kreuzwegbilder und die Deckengemälde aus, sondern entwarf auch die Dekorationsmalerei (Marien-Motive im Chor, Passionszyklus im Längsschiff) und die Glasfenster. 
Persönliche Anerkennung erfuhr Balmer 1898 mit der Wahl in die Eidgenössische Kunstkommission. In dieser Funktion trat er entschieden gegen den Freskenentwurf Ferdinand Hodlers für die Waffenhalle des Schweizerischen Landesmuseums in Zürich auf. Eine Ehrung wurde ihm 1914 mit der Verleihung des Ehrenbürgerrechts der Stadt Luzern zuteil. Er starb 1918 in Luzern. Sein Sohn Alois (1866–1933) wurde ebenfalls Kunstmaler.